# Christisonia
Christisonia é um género botânico pertencente à família Orobanchaceae.

## Espécies
Composto por 24 espécies:
- Christisonia albida
- Christisonia aurantiaca
- Christisonia bicolor
- Christisonia calcarata
- Christisonia flammea
- Christisonia grandiflora
- Christisonia hookeri
- Christisonia keralensis
- Christisonia lawii
- Christisonia legocia
- Christisonia neilgherrica
- Christisonia pallida
- Christisonia rodgeri
- Christisonia saulierei
- Christisonia scortechinii
- Christisonia siamensis
- Christisonia sinensis
- Christisonia stocksii
- Christisonia subacaulis
- Christisonia thwaitesii
- Christisonia tricolor
- Christisonia tubulosa
- Christisonia unicolor
- Christisonia wightii